# Casper ter Galestin
Casper ter Galestin (Batavia, 15 december 1905 – Vught, 5 september 1944) was een Nederlandse verzetsstrijder tijdens de Tweede Wereldoorlog.
Ter Galestin was de oprichter en leider van de verzetsgroep Groep Galestin. Deze organisatie haalde elke week een aantal geallieerde piloten op uit Friesland. Aangekomen in Amsterdam werden ze van leeftocht en valse identiteitspapieren voorzien en overgedragen aan andere verzetsstrijders die ze probeerden naar het zuiden te krijgen naar bevrijd gebied. Leden van de verzetsgroep waren onder meer Barend Klaas Keuter, diens vader, Voogd en Hillenius. De groep werd door een infiltrant verraden. Hierbij werden een aantal piloten en enige van de groepsleden waaronder Keuter en Ter Galestin gearresteerd. Galestin werd overgebracht naar het Kamp Vught waar hij gefusilleerd werd.
Na de oorlog ontving Ter Galestin postuum van de Amerikaanse regering voor zijn pilotenhulp de Medal of Freedom.